# جو دیویس (بازیکن فوتبال، زاده ۱۹۹۳)
جو دیویس (انگلیسی: Joe Davis؛ زادهٔ ۱۰ نوامبر ۱۹۹۳) بازیکن فوتبال اهل بریتانیا است.
از باشگاه‌هایی که در آن بازی کرده‌است می‌توان به باشگاه فوتبال یورک سیتی، باشگاه فوتبال نانت‌ویچ، باشگاه فوتبال لوتون تاون، باشگاه فوتبال فلیتوود، باشگاه فوتبال پورت ویل، و باشگاه فوتبال لستر سیتی اشاره کرد.